# Miloš Jelínek
Miloš Jelínek (ur. 10 marca 1947 w Brnie) – czechosłowacki kolarz torowy, dwukrotny medalista mistrzostw świata.

## Kariera
Pierwszy sukces w karierze Miloš Jelínek osiągnął w 1965 roku, kiedy wspólnie z Jiřím Dalerem, Milanem Puzrlą i Františkiem Řezáčem wywalczył brązowy medal w drużynowym wyścigu na dochodzenie podczas mistrzostw świata w San Sebastián. W 1968 roku wystartował na igrzyskach olimpijskich w Meksyku, gdzie był piąty w wyścigu tandemów, piętnasty w wyścigu na 1 km, a rywalizację w sprincie indywidualnym zakończył w eliminacjach. Ostatni medal wywalczył na mistrzostwach świata w Lecce w 1976 roku, gdzie w parze z Ivanem Kučírkiem zdobył srebrny medal w wyścigu tandemów.